# Аџи-пашин мост
Стари мост на Рибници је мост у Подгорици, главном граду Црне Горе. Простире се преко реке Рибнице, недалеко од њеног ушћа са Морача. Мост је изграђен у периоду Римске владавине и обновљен је у 18. веку. Реконструкцију је финансирао Аџи-паша Османагић и од тада је мост познат као Аџи-пашин мост.